# Бранка Катић
Бранка Катић (Београд, 20. јануар 1970) српска је глумица.

## Биографија
Бранка Катић је рођена 20. јануара 1970. године у Београду. Похађала је основну школу „Вук Караџић“ у Београду. Дебитовала је у филму Није лако са мушкарцима са четрнаест година. Похађала је Академију драмских уметности у Новом Саду у класи Радета Шербеџије. По дипломирању је наступала на позоришним сценама у Суботици, Новом Саду и Београду.
Велику популарност је стекла улогама које је остварила на филму и у телевизијским серијама. До сада је глумила у преко 20 филмова и телевизијских серија. У једном периоду се посветила иностраној каријери где је глумила у серији на ХБО-у „Big Love“ као и филмовима „The Englishman“ и „Public Enemies“.
Удата је за британског филмског и телевизијског редитеља Џулијана Фарина. Има два сина: Луија и Џоа. Од 2021. постала је чланица Београдског драмског позоришта.

## Филмографија
| Год.       | Назив                                                   | Улога                      |
| ---------- | ------------------------------------------------------- | -------------------------- |
| 1980-е     |                                                         |                            |
| 1985.      | Није лако са мушкарцима                                 | Тања                       |
| 1987.      | Бољи живот (серија)                                     | Маја Магдић                |
| 1990-е     |                                                         |                            |
| 1992.      | Полицајац са Петловог брда (филм)                       | Јасна Симић                |
| 1992.      | Ми нисмо анђели                                         | Буба                       |
| 1992.      | Булевар револуције                                      | Биљанина другарица         |
| 1992.      | Девојка с лампом (ТВ)                                   | Дамјанова сестра           |
| 1993.      | Осмех Маргарет Јурсенар (ТВ)                            | Грејс Фрик                 |
| 1993.      | Нико није савршен (ТВ)                                  | Хортензија                 |
| 1993.      | Полицајац са Петловог брда (ТВ серија из 1993)          | Јасна                      |
| 1994.      | Слатко од снова                                         | Ђина                       |
| 1994.      | Биће боље                                               | Прћа                       |
| 1994.      | Полицајац са Петловог брда (ТВ серија из 1994) (серија) | Јасна                      |
| 1995.      | Отворена врата (серија)                                 | Сандра тј. Ћора            |
| 1995.      | Тамна је ноћ                                            | Софија „Цоцке“ Ашкерц      |
| 1995.      | Убиство с предумишљајем                                 | Јелена Панић (Булика)      |
| 1996.      | Лепа села лепо горе                                     | Болничарка                 |
| 1998.      | Зла жена (ТВ)                                           | Пела/Султана               |
| 1998.      | Код луде птице (серија)                                 | девојка власника кабареа   |
| 1998.      | Ране                                                    | Сузана                     |
| 1998.      | Црна мачка, бели мачор                                  | Ида                        |
| 1999.      | (ТВ)                                                    | Алмира Зец                 |
| 2000-е     |                                                         |                            |
| 2000.      | (серија)                                                | Софиа                      |
| 2000.      |                                                         | Луна                       |
| 2001.      | Санд                                                    | Марианне                   |
| 2001.      | (ТВ)                                                    |                            |
| 2001.      | (ТВ)                                                    | Ирина                      |
| 2002.      |                                                         |                            |
| 2002.      |                                                         |                            |
| 2003.      | Јагода у супермаркету                                   | Јагода Димитријевић        |
| 2003.      | (серија)                                                | Маја Лазаревић             |
| 2003.      | (ТВ)                                                    |                            |
| 2004.      |                                                         |                            |
| 2004.      | (серија)                                                | Самира Хађић               |
| 2004.      | (серија)                                                |                            |
| 2004.      | (серија)                                                | Оленка                     |
| 2004.      | Пад у рај                                               | Душица Кундачина           |
| 2004.      |                                                         |                            |
| 2002−2004. | (серија)                                                |                            |
| 2006.      |                                                         | Тања                       |
| 2006.      | (ТВ)                                                    |                            |
| 2007.      | (серија)                                                |                            |
| 2007.      |                                                         | Светла                     |
| 2007.      | Миле вс. транзиција (серија)                            | Маца                       |
| 2007−2009. | (серија)                                                | Ана                        |
| 2008.      | (ТВ)                                                    | Марина Петренко            |
| 2008.      | (серија)                                                | Јасна Васповић             |
| 2009.      |                                                         |                            |
| 2010-е     |                                                         |                            |
| 2010.      | Жена са сломљеним носем                                 | Биљана                     |
| 2013.      | Фалсификатор                                            | Мирјана                    |
| 2014.      | Капетан Америка: Зимски војник                          | Рената                     |
| 2016.      | Новине                                                  | Дијана Митровић            |
| 2018.      | Апсурдни експеримент                                    |                            |
| 2019.      | Група                                                   | Ленка/ Петрина мајка       |
| 2019.      | Ујка нови хоризонти                                     | Маца                       |
| 2020-е     |                                                         |                            |
| 2021.      | Случај породице Бошковић                                |                            |
| 2021.      | Убице мог оца                                           |                            |
| 2021.      | Адвокадо                                                | тужитељка Милица Крцуновић |
| 2021.      | Није лоше бити човек                                    | Ана                        |
| 2021.      | Кингсман: Почетак                                       | Александра Фјодоровна      |
| 2022.      | Бунар                                                   | Миља                       |
| 2022.      | У клинчу                                                | Мира                       |
| 2022.      | Празник рада (филм)                                     |                            |
| 2023.      | Сунце мамино                                            | Олга Поповић               |
| 2023.      | Шутња                                                   | Мила                       |
| 2024.      | Међу боговима                                           |                            |
| 2024.      | Половни људи                                            | Светлана                   |
| 2025.      | Линије жеље                                             |                            |
| -//-.      | Апсурдни експеримент                                    |                            |